# Ilkka Mesikämmen
Ilkka Mesikämmen (Turku, Finlandia; 15 de marzo de 1943-13 de julio de 2025) fue un jugador finlandés de hockey sobre hielo que jugó en la posición de defensa.

## Carrera

### Club
| Periodo   | Club            |
| --------- | --------------- |
| 1959-1967 | HC TPS          |
| 1967-1970 | Ässät           |
| 1970-1978 | HC TPS          |
| 1978-1980 | Kiekko-67 Turku |

### Selección nacional
Jugó para Finlandia en los Juegos Olímpicos de Innsbruck 1964 donde terminó en sexto lugar entre ocho equipos.

## Logros

### Club
- Liiga (1): 1976

### Individual
- Miembro del Salón de la Fama del Hockey de Finlandia en 1988.[4]